# Costeira do Pirajubae
Costeira do Pirajubae är ett samhälle i Brasilien.   Det ligger i kommunen Florianópolis och delstaten Santa Catarina, i den södra delen av landet, 1 300 km söder om huvudstaden Brasília. Costeira do Pirajubae ligger 10 meter över havet och antalet invånare är 9 300. Det ligger på ön Ilha de Santa Catarina.
Terrängen runt Costeira do Pirajubae är kuperad åt nordost, men åt sydväst är den platt. Havet är nära Costeira do Pirajubae åt nordväst. Trakten är tätbefolkad. Närmaste större samhälle är Florianópolis, 5,1 km nordväst om Costeira do Pirajubae. 
I omgivningarna runt Costeira do Pirajubae växer i huvudsak städsegrön lövskog.